# Lotus angustissimus
Lotus angustissimus là một loài thực vật có hoa trong họ Đậu. Loài này được L. miêu tả khoa học đầu tiên.

## Hình ảnh

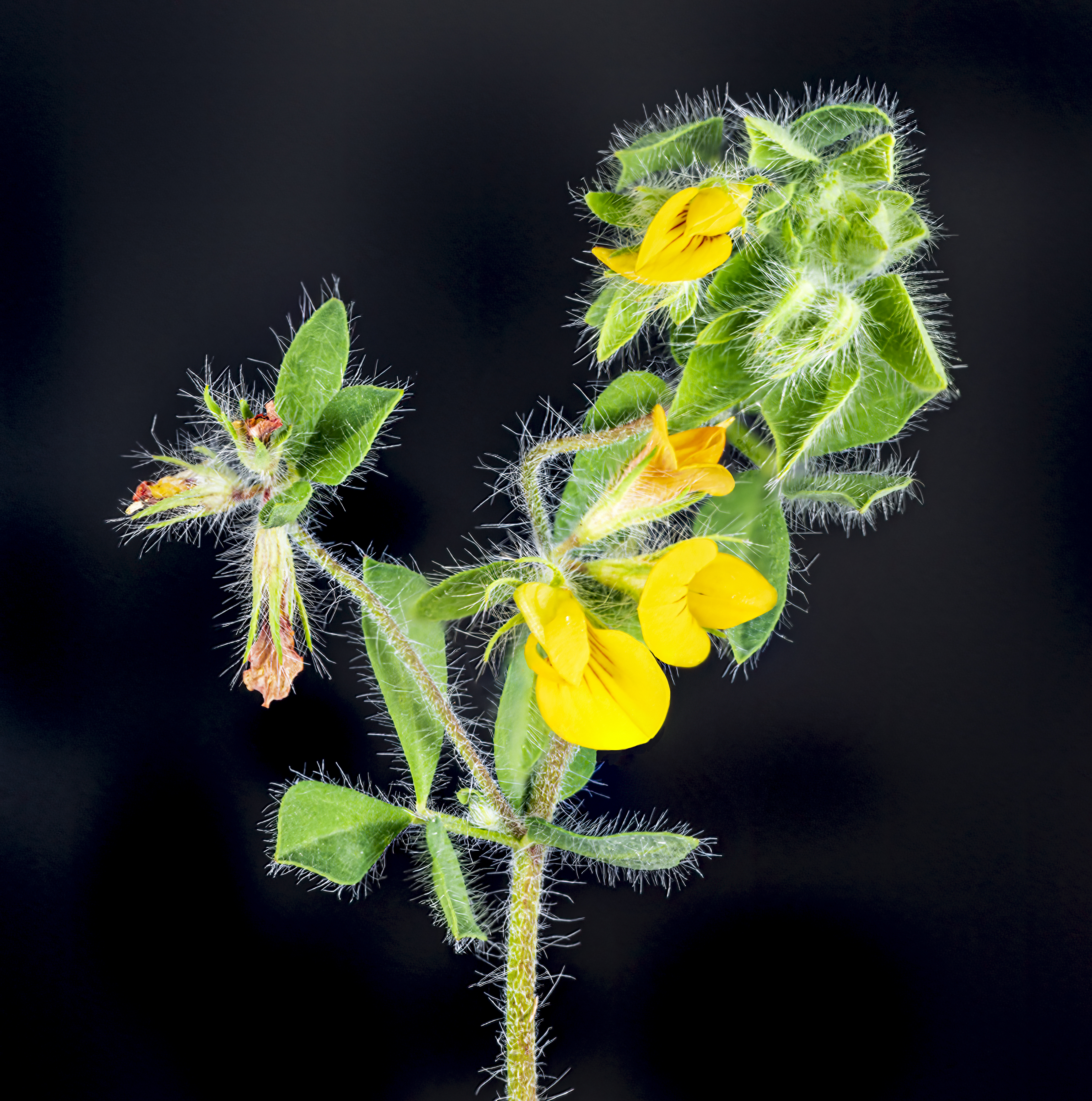
Hoa và lá
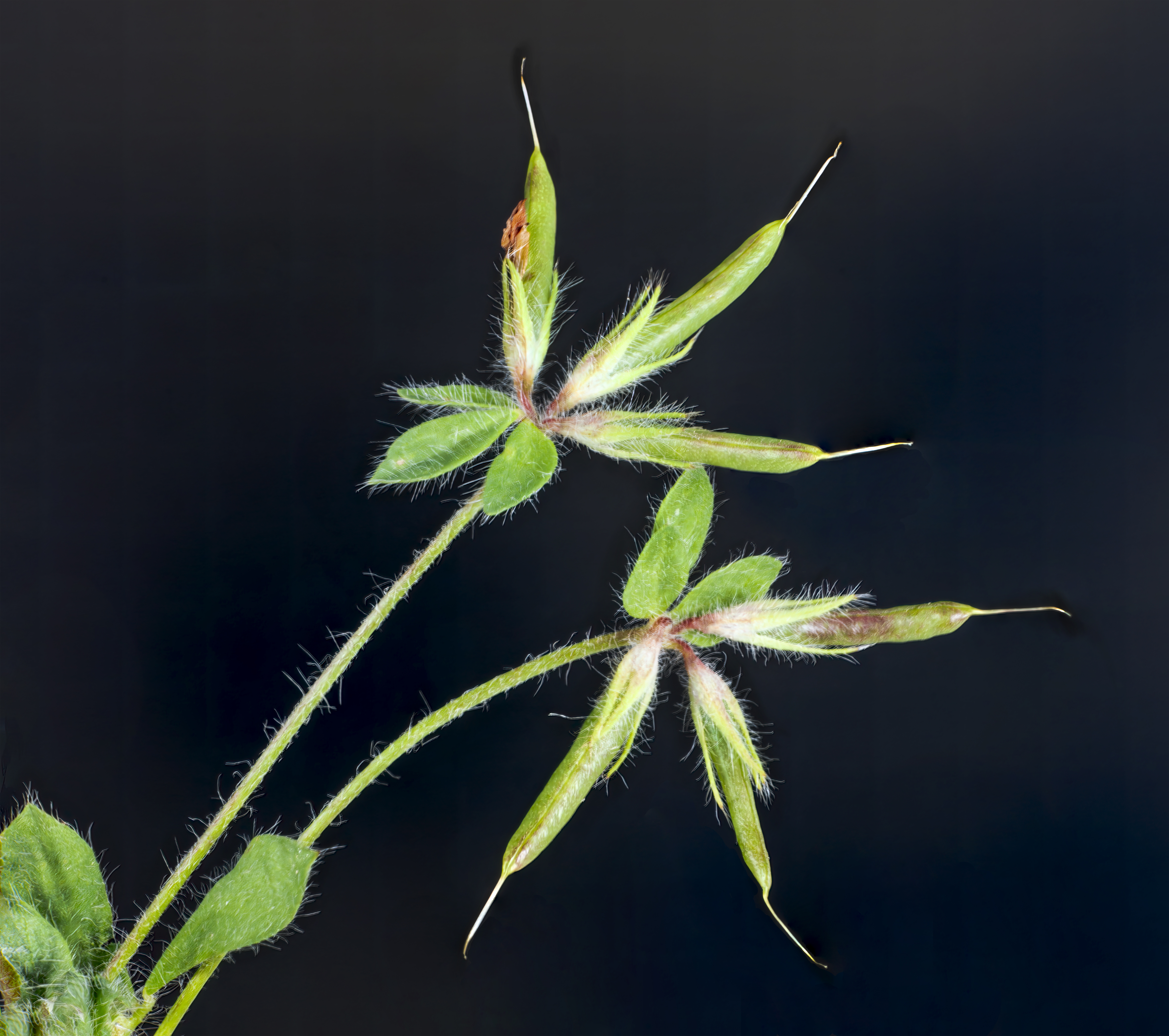
Quả chưa trưởng thành.